# Valentín Katàiev
Valentín Petróvitx Katàiev (rus: Валенти́н Петро́вич Ката́ев; 28 de gener [C.J. 16 de gener] de 1897 a Odessa, Imperi Rus – 12 d'abril del 1986 a Moscou, URSS) fou un escriptor i poeta soviètic i rus, dramaturg, guionista, periodista i corresponsal de guerra. Heroi del Treball Socialista (1974).

## Primeres obres
El pare de Valentín, Piotr Vassílievitx Katàiev (mort el 1921), era professor de l'escola diocesana d'Odessa. La mare, Ievguénia Ivànovna Batxei, era filla del general Ivan Ielisséievitx Batxei, d'una família noble de Poltava. Els seus primers passos literaris foren històries curtes que va començar a escriure a partir del 1916, tot i que ja el 1910, havia publicat en un diari el seu primer poema, Осень ("Tardor"). Després de la Revolució d'Octubre, es va incorporar a l'Exèrcit Roig, que va deixar el 1920 per treballar com a periodista a la seva ciutat natal d'Odessa.
El 1922, Katàiev es va traslladar a Moscou i es va unir al personal de la revista satírica Гудок (Xiulet), juntament amb Ilià Ilf, Mikhaïl Bulgàkov, Mikhaïl Zósxenko i el seu germà, el també escriptor Ievgueni Katàiev, que hauria de treballar en el futur juntament amb Ilià Ilf.
El 1926 va aparèixer, després d'alguns relats curts ocasionals de principis dels anys vint, la primera novel·la de Katàiev, Растратчики ("Els malversadors"). És una novel·la satírica en la tradició de Gògol, en la qual s'explica la història de dos empleats d'una empresa, que junts van malversar una suma de diners i llavors van anar a la recerca de l'"alta societat". Ja el 1929 fou dramatitzada com a Defraudant per Alfred Polgar i tingué tan d'èxit al Teatre d'Hivern de Berlín 1930 / 31 que a finals del 1931 va ser duta al cinema com a Der brave Sünder per Fritz Kortner amb Max Pallenberg i Heinz Rühmann.
El 28 de setembre de 1928, a Moscou, s'estrenà la seva comèdia Квадратура круга ("Quadratura del cercle"), que fou també la seva primera obra dramàtica. Es tracta d'una peça sobre dues parelles amb problemes maritals que han de compartir una habitació a causa de l'escassetat d'habitatge a Moscou 1920. Gairebé totes les primeres obres de Katàiev són satíriques o còmiques. Al centre de l'atenció de Katàiev hi havia, sobretot, les condicions socials a la Unió Soviètica postrevolucionària.

## Estalinisme i guerra
A principis de la dècada de 1930, Katàiev, juntament amb el poeta Demian Bedni, va viatjar al lloc de construcció d'una planta hidroelèctrica al Dniéper i va visitar diversos kolkhozos al Don i al Volga. En el seu recorregut pels Urals, també van arribar a Magnitogorsk, una ciutat d'acer fundada el 1929, que li va impressionar tan profundament que va romandre allí durant molt de temps.
Amb l'esvaïment final de les facilitats post-revolucionàries a través de l'establiment de l'estalinisme a l'URSS, Katàiev es va allunyar de la sàtira i va tenir un to més seriós en la seva obra. El seu viatge pel país i la seva estada a Magnitogorsk van ser la base per a la novel·la Время, вперёд! ("Temps endavant!") en què es pot trobar la influència de John Dos Passos en una brigada de treball que vol trencar el rècord mundial en vessament de formigó. Malgrat la seva lleialtat a la línia del partit, la novel·la es considera un clàssic excepcional de la literatura soviètica. Amb la seva següent novel·la, Белеет парус одинокий ("S'albira una vela solitària", 1936) va escriure un altre clàssic, que encara és el seu treball més conegut fins a la data, on tracta els esdeveniments revolucionaris del 1905 des de la perspectiva de dos col·legials d'Odessa, La novel·la semi-autobiogràfica ha estat traduïda a nombrosos idiomes i duta al cinema diverses vegades.
El 1937 va publicar la novel·la Я, сын трудового народа ("Jo, fill de la classe treballadora"), que va redactar el 1939 juntament amb Serguei Prokófiev en l'òpera Semion Kotko.
Durant la Gran Guerra Patriòtica, és a dir, la Segona Guerra Mundial, Katàiev va ser corresponsal de guerra per a Pravda i Kràsnaia zvezdà.
Les seves experiències com a corresponsal de guerra van donar com a resultat l'any 1945 la concessió del Premi Stalin per la novel·la Сын полка ("El fill del regiment"), la història d'un orfe que és adoptat per un regiment i es converteix en un heroi de guerra. Una altra novel·la amb el rerefons de la guerra, За власть Советов ("Pel poder dels Soviets") apareix el 1949 i retrata Odessa quan els ciutadans de la ciutat es van retirar, després de l'atac alemany, a les catacumbes d'Odessa per, des d'allà, dirigir la lluita partisana contra els ocupants.

## Desglaç i treball final

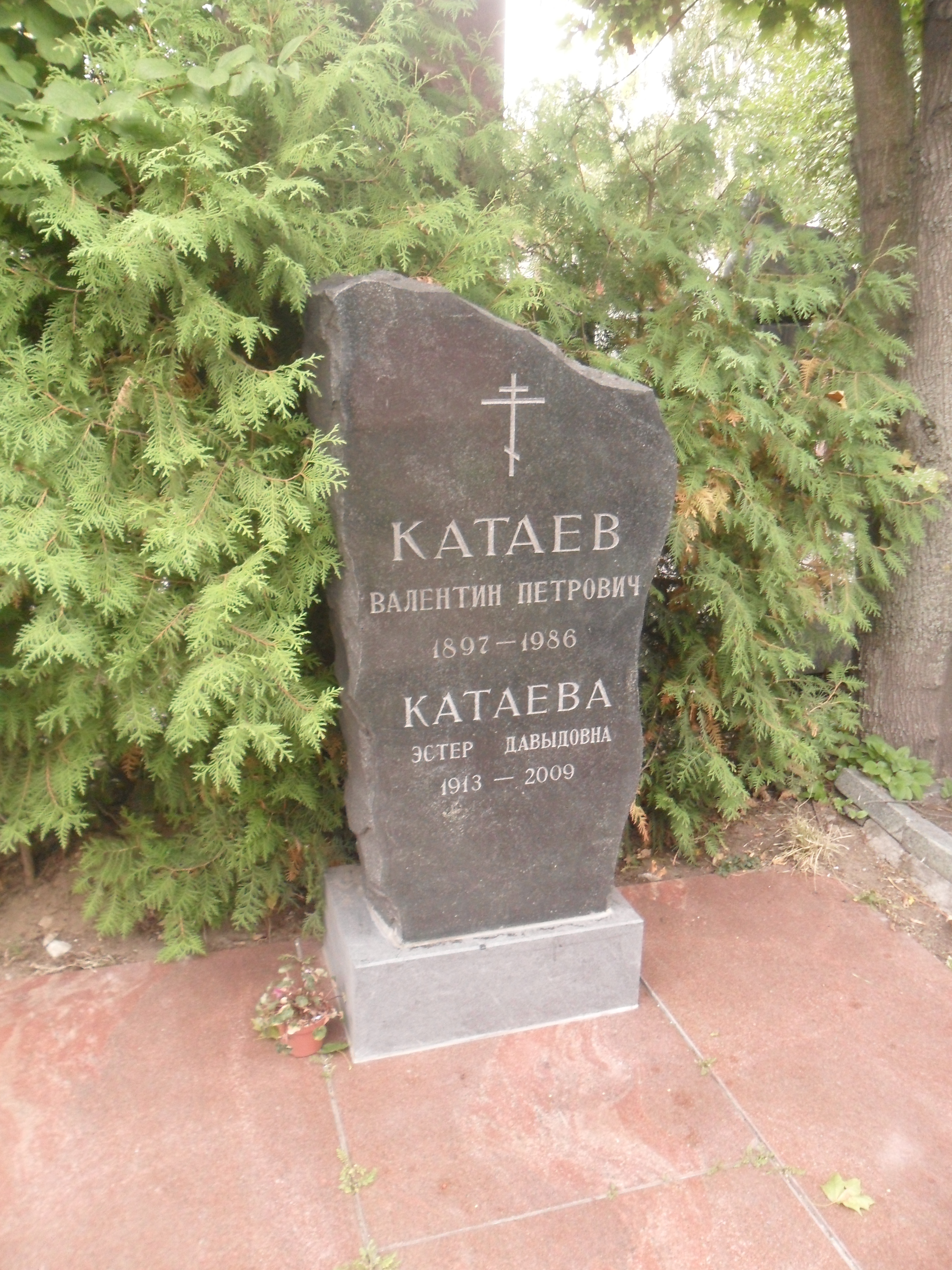
Tomba de Valentín Katàiev al cementiri de Novodèvitxi a Moscou.

El 1955 va fundar la revista Юность ("Joventut"), que va supervisar fins al 1962, on també va publicar els primers textos d'autors de la "Generació del Desglaç", per exemple Ievgueni Ievtuixenko (1959) i Bel·la Akhmadúlina.
El proper gran títol de Katàiev es publicarà el 1967: Святой колодец ("El font sant"); allà deixa clar que ara coneix el treball dels grans autors occidentals Marcel Proust, James Joyce i Franz Kafka. Els somnis entrellaçats i els records de la mentida en l'anestèsia de Katàiev formen un desconegut fins ara a la Unió Soviètica, que es pot trobar com a mètode en la següent obra, Трава забвения ("L'herba de l'oblit").
Katàiev va romandre com un autor actiu fins a la seva mort el 1986; el seu treball tardà es pot caracteritzar generalment com a "moderadament experimental".